# Кліжес
«Кліжес» (фр. Cligès) — другий роман  Кретьєна де Труа.
На відміну від інших романів Кретьєна, в «Кліжесі» використаний  візантійський сюжет — герой книги є сином імператора Константинопольського, основна дія розгортається в  Константинополі.

## Сюжет
Роман починається з історії батьків героя — імператора Олександра і сестри Говена (одного з лицарів Круглого Столу) Сордамори. Історія батьків своєї ідилічністю контрастно підкреслює трагічний характер взаємин героїв — Кліжеса і Феніси. Ситуація тут та ж, що і в легенді про Трістана та Ізольду: юнак полюбив дружину дядька, і вона покохала його. Чоловікові, імператору Алісу (він заволодів троном брата) Феніса дає чудовий напій: Алісу здається, що він поділяє ложе з Фенісою, насправді ж він спить найміцнішим сном і лише в сновидінні володіє дружиною. Але молода жінка відкидає адюльтер і готова належати коханому тільки в тому випадку, якщо це не обмежить прав чоловіка.
Для цього Феніса вирішила померти уявно, так, щоб всі вважали її мертвою, і лише Кліжес та вірна служниця Фессала знали правду. План вдається на славу, і тільки через багато часу обман викривається: щасливих коханців випадково знаходять у розкішному саду, прихованому від сторонніх очей, де вони мирно віддаються захватам взаємної любові. Кліжес і Феніса тікають і приїжджають до двору короля Артура, в Лондон. Справедливий монарх готовий спорядити величезну армію, щоб покарати узурпатора Аліса і відновити на батьківському троні справжнього лицаря Кліжеса. Але тут приходить звістка, що від безсилої люті узурпатор раптово помер, і константинопольський трон вільний. Піддані з нетерпінням чекають свого законного імператора Кліжеса. Феніса стає дружиною, подругою і дамою героя.

## Зовнішні посилання
- Cliges by Chrétien de Troyes у проєкті «Гутенберг»
- Four Arthurian Romances by Chrétien de Troyes у проєкті «Гутенберг»  (includes Cliges)
- Cliges in a freely-distributable PDF document [Архівовано 11 червня 2021 у Wayback Machine.]